# Europameisterschaften 1912
Als Europameisterschaft 1912 oder EM 1912 bezeichnet man folgende Europameisterschaften, die im Jahr 1912 stattfanden:
- Eishockey-Europameisterschaft 1912
- Eiskunstlauf-Europameisterschaft 1912
- Inoffizielle Ringer-Europameisterschaften 1912
- Ruder-Europameisterschaften 1912